# P/2024 OC2 (PANSTARRS)
Pour les articles homonymes, voir Comète PANSTARRS.
P/2024 OC2 (PANSTARRS) est une comète à courte période et un objet géocroiseur découvert le 28 juillet 2024 par le relevé automatique Pan-STARRS. La comète est passée à une distance de 0,593 unité astronomique du Soleil durant son périhélie, le 9 octobre 2024. Elle a atteint une magnitude apparente minimale (ce qui correspond à une brillance maximale) de 15,7 le 17 septembre 2024, lorsqu'elle était au plus près de la Terre.

## Découverte
Découverte le 28 juillet 2024, 2024 OC2 a d'abord été identifiée comme un simple astéroïde. Après un calcul de son orbite, une forte similarité avec celles du nuage des Alpha capricornides et de 169P/NEAT a pu être mise en évidence, ce qui a lancé une recherche d'une potentielle activité cométaire. Celle-ci fut confirmée peu de temps après grâce à des données d'archive de la sonde STEREO-A datant du 4 octobre.

## Caractéristiques
P/2024 OC2 (PANSTARRS) est un type d'objet très rare. Il s'agit d'un membre singulier de l'essaim météoritique des Alpha capricornides. Son diamètre est estimé à environ 300 mètres et la comète représenterait ~0,03 % de la masse de l'essaim.
L'étude de sa trajectoire montre que cet objet s'est approché en 1922 et 1973, époques auxquelles il est supposé qu'elle a été plus brillante que magnitude 16. Cependant, il n'y en a aucune trace dans la littérature scientifique.